# 僕の見ている風景
『僕の見ている風景』（ぼくのみているふうけい）は、日本の男性アイドルグループ・嵐の通算9枚目となるオリジナル・アルバム。2010年8月4日にジェイ・ストームから発売された。

## 解説
2009年に発売された『5×10 All the BEST! 1999-2009』以来となるアルバム。約1年振りのリリースとなり、オリジナル・アルバムとしては2008年の『Dream "A" live』以来約2年4か月振りのリリースとなった。CD2枚組の通常盤のみで発売。初回プレス仕様はプレミアムパッケージ・歌詞ブックレット（60P）、通常仕様には歌詞ブックレット（36P）付き。また、アルバムのタイトルが全て日本語表記なのは今作が初。
前作のベスト・アルバムに収録されなかった27枚目の『Everything』から30枚目の『Monster』までのシングル表題曲4曲と、2010年1月にメンバー5人が出演したドラマ『最後の約束』の主題歌である『空高く』他、5人それぞれのソロ曲など全20曲が収録。なお、各シングルのカップリング曲および2010年7月7日発売の31枚目のシングル『To be free』からは収録されていない（『To be free』は次のアルバム『Beautiful World』に収録されている）。なお、メンバーのソロ曲は過去のオリジナルアルバム2作では初回限定盤にのみ収録されていたが、本作は2005年の『One』以来、発売形態に関係なく収録されている。
このアルバムの収録曲『movin' on』をCMソングに採用している日本航空（JAL）が「JAL嵐JET」を就航したのに合わせ、一部路線において本作が限定バージョンのジャケットで機内販売されていた。また、10月13日には同月11日に「僕の見ている風景」の販売数が100万枚を突破した事を記念して、「JAL嵐JET」をバージョンアップした「JAL嵐ミリオンJET」が新たに発表され、日本航空の東京-大阪、札幌、福岡間に就航することが発表された。
2020年2月7日より、収録曲のデジタル配信、及びサブスクリプション配信が解禁された。

## チャート成績
発売前日の2010年8月3日付オリコンデイリーアルバムランキングで初登場首位を獲得。前作を上回る27.5万枚を売り上げた。また、2010年8月16日付オリコン週間アルバムランキングで初登場首位を獲得。初動売上はオリジナルアルバムでは自己最高となる73.1万枚を記録し、この時点で2010年度のオリコン年間アルバムランキングで暫定1位となると同時にこれまでに発売されたすべてのオリジナルアルバムの累計売上を上回った。
2010年10月18日付のオリコンアルバムチャートで売上枚数が100万枚に達し、嵐のオリジナルアルバムでは初のミリオンセラーとなると共に2010年代発売のCD作品で初のミリオンセラーを達成した。ジャニーズ所属歌手によるオリジナルアルバムのミリオンセラーは『A album』（KinKi Kids）以来2作目で、2023年に『i DO ME』（Snow Man）が発売されるまでジャニーズ所属歌手のオリジナルアルバムでは最大の売上を記録していた。また、CD2枚組のオリジナルアルバムでミリオンセラーとなったのは『キラーストリート』（サザンオールスターズ）以来5年ぶりとなった。なお、本作のCD売上枚数は113.2万枚（オリコン調べ）である。

## 批評
『CDジャーナル』は、「全体的にバリエーションが豊富なアップテンポのポップソングが収録されている。」と批評した。

## 収録曲

### Disc 1
1. movin' on [4:23]
作詞：みうらともかず・小川貴史、Rap詞：櫻井翔、作曲：Dr Hardcastle・Dice Taylor・youwhich、編曲：youwhich
  - 嵐出演 JAL「感謝を行動に」編CMソング
  - JAL「嵐ジェット」テーマソング

もともとラップが入る予定はなかったが、出来上がった歌詞を見て櫻井が急遽ラップを書き足した[16]。
2. マダ上ヲ [3:40]
作詞：小川貴史・HYDRANT、Rap詞：櫻井翔、作曲：Dapo Torimiro・Drew Ryan Scott、編曲：吉岡たく・佐々木博史
のちに、作曲者の一人であるDrew Ryan Scottは、彼の所属していたグループであるVarsity Fanclub（当時、通称：VFC、現在はAfter Romeoにグループ名を改名）として、この曲を英語の歌詞に書き換えた「We Right Here（邦題：僕たちはここにいる）」という曲を歌った。VFCが歌ったものはディズニーチャンネルの番組シェキラ!で使用され、番組サウンドトラック（シーズン1）にも収録されている（その時の名義はDrew自身となっている）。Drewはツイッター上で、（「マダ上ヲ」のメロディは）もともとはVFCのために書いたものであり、曲自体は「We Right Here」とは全く違ったものになっている、と発言している[17]。
3. リフレイン [4:50]
作詞・作曲・編曲：R.P.P.
4. Troublemaker [4:03]
  - 29thシングル
5. T.A.B.O.O [3:15] - 櫻井翔
作詞・作曲・編曲：100db、Rap詞：櫻井翔
6. サーカス [3:48]
作詞：Soluna、作曲：iiiSAK・HYDRANT、編曲：youwhich
7. ギフト [4:54]
作詞・作曲：作田雅弥、編曲：ha-j
タイトル候補として「カーネーション」「手」などがあった[18]。
8. Everything [4:01]
  - 27thシングル
9. Come back to me [4:26] - 松本潤
作詞・作曲：Shigeo、編曲：Shigeo・吉岡たく
10. マイガール [4:45]
  - 28thシングル
11. Magical Song [3:45] - 相葉雅紀
作詞：youth case、作曲：Fredrik"Figge"Bostrom・Martin Ankelius、編曲：佐々木博史・Martin Ankelius
12. let me down [4:03]
作詞・作曲・編曲：田中直、Rap詞：櫻井翔

### Disc 2
1. Monster [4:28]
  - 30thシングル
2. Don't stop [4:27]
作詞：伊那村さちこ、作曲：三留一純、編曲：佐々木博史
3. 静かな夜に [4:47] - 大野智
作詞：R.P.P.、作曲：Dr Hardcastle・youth case、編曲：Dr Hardcastle
4. むかえに行くよ [4:51]
作詞・作曲・編曲：マシコタツロウ
5. 1992*4##111（読み：とくべつ） [5:22] - 二宮和也
作詞・作曲：二宮和也、編曲：ha-j・二宮和也
auの携帯電話（フィーチャーフォンのみ）で打つと真の意味の「ありがとう」が現れる。au以外の携帯電話で打つと「ありがた。う」となってしまう。
6. 空高く [3:58]
作詞：Sean-D、Rap詞：櫻井翔、作曲：Yuichi Yagi、編曲：Hisashi Nawata
  - 嵐主演 フジテレビ系新春スペシャルドラマ『最後の約束』主題歌
7. kagerô [3:51]
作詞：Soluna、作曲：小林建樹、編曲：ha-j
8. Summer Splash! [4:20]
作詞・作曲・編曲：The仙台セピア、Rap詞：櫻井翔
  - 嵐出演 JAL「JALわくわくアロハ計画2010」編CMソング

## 映像作品
movin' on
- ARASHI 10-11 TOUR "Scene"〜君と僕の見ている風景〜 STADIUM
- ARASHI 10-11 TOUR "Scene"〜君と僕の見ている風景〜 DOME+
- 5×20 All the BEST!! 1999-2019（初回限定盤2）

マダ上ヲ
- ARASHI 10-11 TOUR "Scene"〜君と僕の見ている風景〜 DOME+

リフレイン
- ARASHI 10-11 TOUR "Scene"〜君と僕の見ている風景〜 STADIUM
- ARASHI 10-11 TOUR "Scene"〜君と僕の見ている風景〜 DOME+
- ARASHI LIVE TOUR Popcorn

T.A.B.O.O
- ARASHI 10-11 TOUR "Scene"〜君と僕の見ている風景〜 STADIUM
- ARASHI 10-11 TOUR "Scene"〜君と僕の見ている風景〜 DOME+
- ARASHI アラフェス NATIONAL STADIUM 2012
- ARASHI LIVE TOUR 2016-2017 Are You Happy?（初回限定盤）
- アラフェス2020 at 国立競技場

サーカス
- ARASHI 10-11 TOUR "Scene"〜君と僕の見ている風景〜 STADIUM
- ARASHI 10-11 TOUR "Scene"〜君と僕の見ている風景〜 DOME+

ギフト
- ARASHI 10-11 TOUR "Scene"〜君と僕の見ている風景〜 STADIUM

Come back to me
- ARASHI 10-11 TOUR "Scene"〜君と僕の見ている風景〜 STADIUM
- ARASHI 10-11 TOUR "Scene"〜君と僕の見ている風景〜 DOME+
- ARASHI BLAST in Miyagi

Magical Song
- ARASHI 10-11 TOUR "Scene"〜君と僕の見ている風景〜 STADIUM
- ARASHI 10-11 TOUR "Scene"〜君と僕の見ている風景〜 DOME+
- ARASHI アラフェス NATIONAL STADIUM 2012

let me down
- ARASHI 10-11 TOUR "Scene"〜君と僕の見ている風景〜 STADIUM
- ARASHI 10-11 TOUR "Scene"〜君と僕の見ている風景〜 DOME+

Don't stop
- ARASHI 10-11 TOUR "Scene"〜君と僕の見ている風景〜 DOME+

静かな夜に
- ARASHI 10-11 TOUR "Scene"〜君と僕の見ている風景〜 STADIUM
- ARASHI 10-11 TOUR "Scene"〜君と僕の見ている風景〜 DOME+

むかえに行くよ
- ARASHI 10-11 TOUR "Scene"〜君と僕の見ている風景〜 STADIUM

1992*4##111
- ARASHI 10-11 TOUR "Scene"〜君と僕の見ている風景〜 STADIUM
- ARASHI 10-11 TOUR "Scene"〜君と僕の見ている風景〜 DOME+

空高く
- ARASHI 10-11 TOUR "Scene"〜君と僕の見ている風景〜 STADIUM
- ARASHI 10-11 TOUR "Scene"〜君と僕の見ている風景〜 DOME+

kagerô
- ARASHI 10-11 TOUR "Scene"〜君と僕の見ている風景〜 STADIUM
- ARASHI 10-11 TOUR "Scene"〜君と僕の見ている風景〜 DOME+

Summer Splash!
- ARASHI 10-11 TOUR "Scene"〜君と僕の見ている風景〜 STADIUM
- ARASHI 10-11 TOUR "Scene"〜君と僕の見ている風景〜 DOME+
- ARASHI LIVE TOUR Beautiful World
- ARASHI アラフェス NATIONAL STADIUM 2012
- ARASHI アラフェス'13 NATIONAL STADIUM 2013
- ARASHI BLAST in Hawaii
- 5×20 All the BEST!! 1999-2019（初回限定盤2）
- アラフェス2020 at 国立競技場